# زارعان (خوي)
زارعان هي قرية في مقاطعة خوي، إيران. يقدر عدد سكانها بـ 853 نسمة بحسب إحصاء 2016.